# Cœur blanc
Cœur blanc è il diciottesimo album in studio del rapper francese Jul, pubblicato il 9 dicembre 2022. L'artista ha presentato in anteprima l'album durante un concerto tenuto, il giorno prima della pubblicazione, a Marsiglia davanti a seimila persone.

## Tracce
CD 1
1. Namek (feat. Omah Lay) – 3:07
2. Le 100 le 100 – 3:03
3. Canette dans les mains – 3:12
4. Chocolata (feat. Elai) – 2:53
5. Forbidden – 3:01
6. Konami – 3:05
7. Grazie la zone (feat. Rhove) – 3:39
8. Et ça va Guy – 2:57
9. Héros – 3:59
10. Pistolet 45 (feat. M Huncho) – 3:29
11. Cœur blanc – 2:56
12. Camouflage (feat. 3robi) – 2:55
13. Le Rrrin – 3:23
14. C'est pas la mairie (feat. KVRA) – 4:01
15. Beuh à la noix de coco – 2:57
16. Europa (feat. Elai, Rhove & Morad) – 4:36
17. Perché – 4:01
18. Sous tension (feat. Samara & Didine Canon 16) – 3:56
19. La vie de rêve (feat. Mula B) – 2:39
20. L'âme abimée (feat. de Moubarak) – 2:57

CD 2
1. Je le savais (feat. Morad) – 2:53
2. Ils m'ont fait mal – 3:24
3. U pistulettu – 3:02
4. Bé (feat. Anna) – 3:02
5. J'ai fait le tri – 3:27
6. Jhota ou mero – 3:19
7. Je deviens loco – 3:07
8. Mon cœur pour toi (feat. Any González) – 2:50
9. N'importe quoi – 3:28
10. Aqua dans la Mercedes (feat. Paky) – 3:30
11. Ma rue – 3:27
12. Néo – 2:34
13. Au bord de la mer – 3:48
14. Potion (feat. Feduk) – 2:27
15. A.C.C.C – 2:35
16. Numéro ten – 3:09
17. J'ai vidé le magnum (feat. Jimmy Sax) – 2:59
18. Sur la selle (feat. Abduh) – 2:49
19. J'fais comme je peux (feat. de Houari) – 3:36